# Parafia Matki Bożej Szkaplerznej w Zubrzycy Dolnej
Parafia Matki Bożej Szkaplerznej w Zubrzycy Dolnej – rzymskokatolicka parafia terytorialnie i administracyjnie należąca do dekanatu Jabłonka archidiecezji krakowskiej.

## Historia
W II połowie XX w. zmarły już ks. Ludwik Kołacz rozpoczął starania o budowę Kościoła w Zubrzycy Dolnej, wybudowany został w latach 1982–1984. Kościół pod wezwaniem Matki Bożej Szkaplerznej erygował ks abp Kardynał Franciszek Macharski 25 grudnia 1989 roku. Przy głównym wejściu wmurowano pamiątkową tablicę na której jest napis: „Anno Domini 1982 r. Kamień Węgielny poświęcony przez papieża Jana Pawła II w czasie II pielgrzymki do Ojczyzny Polski 22 VI 1983 roku”. Konsekrowany w roku 2000.
Odpust Matki Bożej Szkaplerznej odbywa się 16 lipca.